# Chantarai d'aquestz trobadors

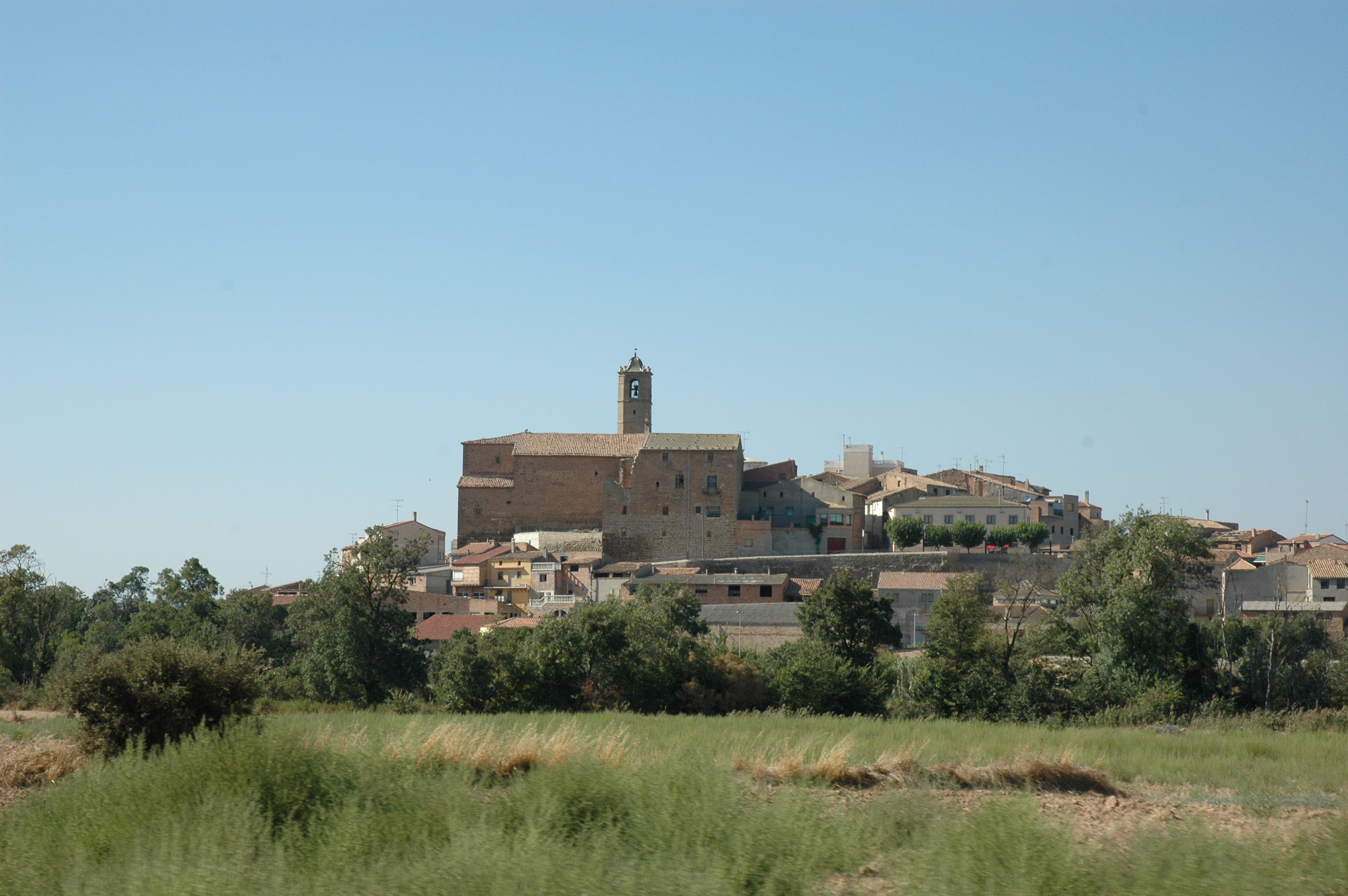
Uno scorcio della località catalana di Puigverd d'Agramunt

Chantarai d'aquestz trobadors è un sirventes in lingua occitana antica composto nel XII secolo dal trovatore Peire d'Alvernhe.
Si ritiene databile tra il 1161 e il 1171, poiché ne risulta un'esecuzione pubblica a Puigverd d'Agramunt, durante i festeggiamenti per le nozze di Raimondo Berengario II di Provenza e Richenza di Polonia.
La peculiarità del componimento è l'organizzazione di ciascuna cobla in singoli ritratti satirici dei dodici trovatori più in vista del momento (la cosiddetta "seconda generazione"), ai quali si aggiunge l'autore subito prima della tornada finale.
È considerata la prima testimonianza d'uso del termine trobador con funzione qualificante del compositore.

## Struttura
Sirventes in 14 coblas singulars da 6 ottosillabi maschili e una tornada di 2 versi. Lo schema metrico è AABAAB.